# Красінські

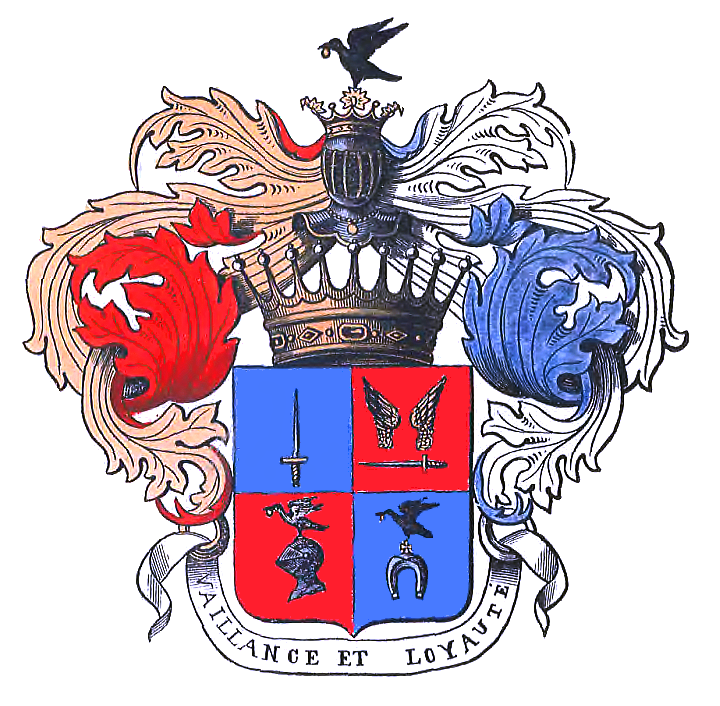
Герб роду Красінських

Красінські — польський графський та шляхетський рід гербу Слєповрон, що походить від напівлегендарного Вавженти — колишнього гетьмана в Конрада I, князя мазовецького (1224)). Каспер Несецький, посилаючись на сучасну йому працю, виводив рід від Враціслава (Вавженти) Корвіна, який переселився з Панонії.

## Представники
- Враціслав, дружина — Побужанка
  - Роман, в результаті поділу спадку батька отримав Слєповрон, Ронжанув, Побужани
  - Ульдімір (Броніслав) — маршалок мазовецького князя Конрада Мазовецького
    - Валеріус, дідич на Красному
      - Хризольм (за Б. Папроцьким, Кристин) — дідич Дроздзіна, каштелян черський, не мав синів
      - Славомір — надвірний суддя мазовецьких князів Яна та Земовита, першим вказаний з прізвищем Красінський
        - Рослав
        - Ясько — канцлер мазовецького князя Земовита
          - Славомір

- Францішек (1522—1577) — краківський єпископ РКЦ, навчався у Ф. Меланхтона у Віттенбергу
- Анджей (†1588), брат Францішека
  - Ян Анджей (1550—1612) — польський історик, секретар королівський, римо-католицький священник.
  - Станіслав (бл. 1558—1617) — воєвода плоцький, мав 10 синів, 5 доньок
    - Станіслав (†1654) — каштелян плоцький, староста варшавський
      - Ян Каз. — староста літинський, підскарбій великий коронний
        - Ян Бонавентура — воєвода плоцький, коронний референдар

    - Людвік (†1644)
      - Феліціян
        - Ян — каштелян віський
          - Міхал Геронім — барський конфедерат
            - Ян — онігопульський староста
              - Вінценти — польський, французький та російський генерал, учасник Наполеонівських війн
                - Зигмунт — відомий польський поет та драматург